# Gora Rovnaja
Gora Rovnaja är ett berg i Antarktis. Det ligger i Östantarktis. Australien gör anspråk på området. Toppen på Gora Rovnaja är 1 336 meter över havet.
Terrängen runt Gora Rovnaja är kuperad åt nordväst, men åt sydost är den platt. Terrängen runt Gora Rovnaja sluttar norrut.  Trakten är obefolkad. Det finns inga samhällen i närheten.